# Anthrenus capensis
Anthrenus capensis es una especie de escarabajo de piel del género Anthrenus, categorizada en la tribu Anthrenini, de la subfamilia Megatominae.

## Distribución
Se distribuye por Sudáfrica.

## Taxonomía
Fue descrita por Guérin-Méneville en 1835.